# Martin Lacko
Martin Lacko (* 1976 in Piešťany) ist ein slowakischer Historiker. Er beschäftigt sich vor allem mit der modernen slowakischen Geschichte, insbesondere der Zeit des Slowakischen Staates von 1939 bis 1945. Ursprünglich als renommierter Historiker mit international beachteten und zitierten Arbeiten angesehen, gilt Lacko seit dem Jahr 2014 aufgrund von geschichtsrevisionistischen Positionen sowie seiner offenen Unterstützung der rechtsextremen Partei ĽSNS als umstritten. 

## Leben
Lacko absolvierte sein Studium der Geschichte und der Philosophie an der Comenius-Universität Bratislava. Sein Doktorat absolvierte er am Historischen Institut der Slowakischen Akademie der Wissenschaften in Bratislava. Lacko arbeitete als Mitarbeiter der Sektion für wissenschaftliche Forschung des Ústav pamäti národa in Bratislava. Er beschäftigt sich vor allem mit der slowakischen Geschichte während des Zweiten Weltkrieges und hat zu diesem Thema bereits über 30 wissenschaftliche Studien in der Slowakei und im Ausland publiziert. 
In den Jahren 2002–2004 organisierte er dreimal die Konferenz Slovenská republika 1939–1945 očami mladých historikov (Die Slowakische Republik 1939–1945 in den Augen der jungen Historiker). Lacko galt (siehe Abschnitt Kontroversen) als einer der renommiertesten slowakischen Historiker der sogenannten „jungen Historiker Generation“, die sich in der Bewertung der slowakischen Geschichte, vor allem des Slowakischen Staates, als mittlerer Weg zwischen den „verherrlichenden Arbeiten“ exilslowakischer Historiker wie Milan Stanislav Ďurica und František Vnuk und den „stark negativen Arbeiten“ der noch im kommunistische Regime aktiven slowakischen Historiker wie Ivan Kamenec und Dušan Kováč sieht.

## Rezeption und Kontroversen
Lacko galt in der Slowakei ursprünglich als renommierter Historiker. Auch international fand Lackos Arbeit Beachtung. So schreibt die deutsche Historikerin Tatjana Tönsmeyer (2011) in ihrer Rezension zu Lackos 2008 erschienenen Monographie zum Slowakischen Nationalaufstand:
Doch dauern die innerslowakischen Auseinandersetzungen um den Stellenwert und die Traditionsfähigkeit des Staates der Kriegsjahre für das slowakische Selbstverständnis an und erfahren in der Debatte um den ‚National‘-Aufstand ihre Zuspitzung. Vorzustellen ist hier ein weiterer Beitrag in dieser Debatte von einem jüngeren slowakischen Historiker, der gleichwohl bereits mit mehreren Werken vor allem zur Militärgeschichte des Slowakischen Staates hervorgetreten ist sowie mit mehreren beachteten Quelleneditionen, u. a. von Situationsberichten der Sicherheitsstellen aus den Monaten Januar bis August 1944. Jüngst hat Martin Lacko nun ein gut lesbares Buch für ein größeres Publikum vorgelegt, das mit ausgewähltem Bildmaterial ansprechend gestaltet ist. Gegenüber früheren Darstellungen fällt außerdem positiv auf, dass auch bisher weniger thematisierte Aspekte Berücksichtigung finden. So werden nicht nur die verschiedenen am Widerstand beteiligten Gruppen ausführlich vorgestellt, sondern es wird zum Beispiel auch auf das Alltagsleben im Aufstandsgebiet eingegangen und eindrücklich gezeigt, dass Ende 1944 und Anfang 1945 auch die Slowakei in jene Gewaltgeschichte einbezogen wurde, die aus vielen Regionen vor allem des östlichen Europa unter deutscher Besatzung bekannt ist.
Das von Lacko gezeichnete Bild des Aufstands sei gegenüber früheren Darstellungen deutlich facettenreicher, jedoch äußert Tönsmeyer kritisch ein Befremden in Bezug auf die von Lacko nicht berücksichtigten Ergebnisse der internationalen Forschung sowie die von ihm nach Meinung Tönsmeyers verfolgte „geschichtspolitische Absicht“. Lacko konstruiere ein Geschichtsbild für die slowakische Gesellschaft, für das er „Wahrheit“ beanspruche, vor allem militärische „Helden“ anbiete und darauf hoffe, seine Leserschaft möge sich positiv zur slowakischen Staatlichkeit stellen. 
Ebenfalls zu Lackos Monographie über den Slowakischen Nationalaufstand äußert sich der deutsche Historiker Martin Zückert. In seinem Aufsatz (2011) zum slowakischen Widerstand gegen das Tiso-Regime ordnet Zückert Lackos Arbeit jenen Darstellungen zu, die „die Rolle der Partisanen und der Sowjetunion kritisch bewerteten“ und in der Slowakei zuletzt für Kontroversen gesorgt hätten.
Die tschechische Historikerin Lenka Šindelářová (2013) wiederum schreibt zu Lackos ebenfalls 2008 veröffentlichten Darstellung der Geschichte der Slowakei 1939 bis 1945, dass sich insbesondere Lackos Arbeit sowie jene von Ivan Kamenec und Ján Korček für ein Gesamtbild der Entwicklung im slowakischen Staat als hilfreich erwiesen hätten.
Im Jahr 2014 brach in der Slowakei eine Kontroverse um Lacko aus. Die ultranationalistische slowakische Website www.29august1944.sk, die den Slowakischen Nationalaufstand gegen die Nationalsozialisten und gegen das slowakische Kollaborationsregime als „antinationalen Verrat“ kritisierte, nannte unter anderem auch Martin Lacko als einen der sie unterstützenden Historiker. Seitdem wird er in slowakischen Medien als „umstrittener Historiker“ angeführt.
Ende Oktober 2015 unterschrieb Lacko vor dem Hintergrund des laufenden Wahlkampfes für die Parlamentswahl 2016 eine Erklärung, welche die rechtsextreme Partei von Marian Kotleba unterstützt. Anfang September 2016 wurde Lacko als Mitarbeiter des „Instituts der Erinnerung der Nation“ (slowakisch: Ústav pamäti národa, ÚPN), welches die Verbrechen der Nationalsozialisten wie der Kommunisten in der Slowakei untersucht, entlassen.
Im Jahr 2017 wurde bekannt, dass Lacko nun offiziell als Assistent für die Abgeordnete Natália Grausová von der Kotleba-Partei arbeitet.

## Werk (Auswahl)

### Dokumentensammlungen
- Zrod Slovenského štátu v kronikách slovenskej armády [= Die Geburt des Slowakischen Staates in den Chroniken der slowakischen Armee]. Ústav pamäti národa, Bratislava 2010, ISBN 978-80-89335-19-0.
- Dotyky s boľševizmom. Dokumenty spravodajstva slovenskej armády 1940–1941 [= Berührungen mit dem Bolschewismus. Dokumente des Nachrichtendienstes der slowakischen Armee 1940–1941]. Ústav pamäti národa, Bratislava 2009, ISBN 978-80-89335-11-4.
- Proti Poľsku. Odraz ťaženia roku 1939 v denníkoch a kronikáck slovenskej armády [=Gegen Polen. Auswirkungen des Feldzugs im Jahr 1939 in den Tagebüchern und Chroniken der slowakischen Armee]. Ústav pamäti národa, Bratislava 2007, ISBN 978-80-89335-00-8.

### Monographien
- Slovenskí generáli 1939–1945 [= Slowakische Generäle 1939–1945]. Ottovo nakladatelství, Prag 2013, ISBN 978-80-7451-246-9. (zusammen mit Peter Jašek und Branislav Kinčok)
- Dwuramienny krzyż w cieniu swastyki. Republika Słowacka 1939–1945 [= Das Doppelkreuz im Schatten des Hakenkreuzes. Die Slowakische Republik 1939–1945]. EL-Press, Lublin 2012, ISBN 83-86869-32-1. (polnisch)
- Slovenské národné povstanie 1944 [Der Slowakische Nationalaufstand 1944]. Slovart, Bratislava 2008, ISBN 978-80-8085-575-8.
- Slovenská republika 1939–1945 [Die Slowakische Republik 1939–1945]. Perfekt, Bratislava 2008, ISBN 978-80-8046-408-0.
- Dezercie a zajatia príslušníkov zaisťovacej divízie v ZSSR v rokoch 1942–1943 [Desertionen und Gefangennahmen der Angehörigen der Sicherungsdivision in der UdSSR in den Jahren 1942–1943]. Ústav pamäti národa, Bratislava 2007, ISBN 978-80-969699-4-4.